# Corsica
Corsica (în corsicană Corsica, în franceză Corse [kɔʀs]) este una dintre cele 18 regiuni ale Franței situată pe insula omonimă, de cultură italică (și italică prin istoria sa) din Marea Mediterană. Din punct de vedere administrativ, Corsica este organizată diferit față de celelalte regiuni ale Franței continentale, fiind constituită sub forma unei colectivități teritoriale (franceză collectivité territoriale), având puteri în plus față de cele ale unei regiuni de cultură franceză. În limbaj uzual, Corsica este considerată tot o regiune și aproape totdeauna este listată împreună cu celelalte regiuni ale Franței continentale, spre deosebire de regiunile ultramarine. Capitala regiunii este orașul Ajaccio, iar regiunea cuprinde 2 departamente: Corse-du-Sud și Haute-Corse.

## Istorie
În antichitate etruscii au fondat localități pe insulă, pe atunci populată de triburi denumite Corsi, și pe care marinarii-comercianți fenicieni și greci o cunoșteau sub denumirea de Kyrnos. Odată cu înființarea coloniei grecești Massalia, câteva localități au fost înființate și pe insulă, cea mai importantă fiind Alalia, devenită Aleria odată cu expansiunea Imperiului Roman, insula fiind cucerită încă din 259 î.Hr.. În evul mediu a fost controlată temporar de vizigoți, vandali și ulterior de Imperiul Roman de Răsărit, devenit bizantin prin creștinare; de la acesta, ajunge în stăpânirea papalității și apoi, din sec. XIII până în sec. XVIII, devine o provincie a republicii genoveze. Datorită poziției ei strategice a fost alipită Franței în 1768 sub forma răscumpărării unei datorii. Dar corsicanii, conduși de președintele Pasquale Paoli, au proclamat o republică independentă și au rezistat mai mulți ani trupelor franceze, înainte de a fi înfrânți la bătălia de la Ponte-Novu. Corsica este locul de naștere al lui Napoleon Bonaparte, fiu al unei familii de mici nobili. O personalitate importantă a istoriei insulei este și Pasquale Paoli (1725-1807), general corsican și patriot, care a luptat pentru independența Corsicăi, întâi contra Genovei ulterior contra Franței.
În urma Revoluției franceze, teritoriul insulei a fost organizat în 1790 într-un departament unic Corse. În 1793, acest departament a fost  divizat în două departamente: Golo și Liamone dar în 1811 se revine la organizarea anterioară sub forma unui departament unic. În 1976, teritoriul este reorganizat din nou, departamentul Corse fiind divizat în actualele departamente Corse-du-Sud și Haute-Corse.
În martie 2022 au avut loc manifestații violente pentru autonomia insulei Corsica, după ce Yvan Colonna, un naționalist corsican a fost zdrobit în bătaie, în închisoare, de un co-deținut islamist.

## Geografie

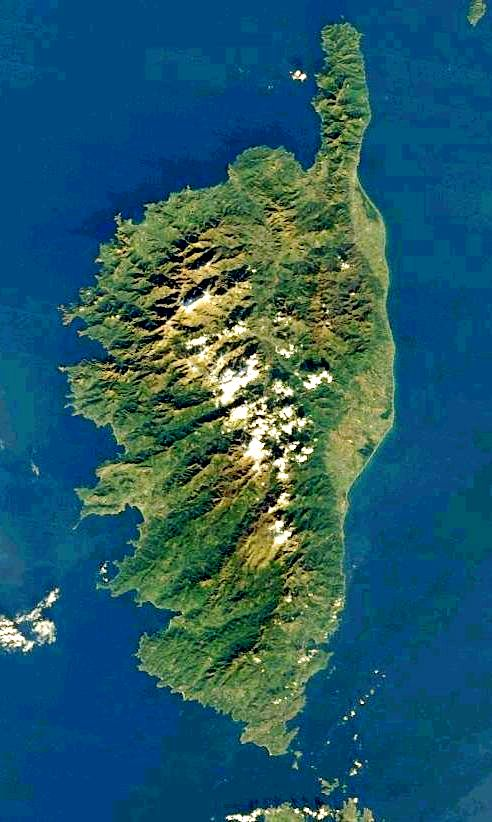

Insula are peste 1.000 km de coastă având în jur de 200 plaje. În interior, relieful este predominant muntos, cu altitudini de până la 2700 m cu peste 20 vârfuri ce depășesc 2000 m. Împreună cu Sardinia se află pe aceeași micro-placă continentală și este despărțită de aceasta prin Strâmtoarea Bonifacio. Climatul este de tip mediteraneean, uscat și călduros, un pic mai blând pe măsură ce crește altitudinea.

## Economie
Turismul are un rol important în economia insulei, aceasta atrăgând un număr mare de turiști datorită climatului său plăcut și a peisajelor naturale. Deoarece insula nu a suferit o dezvoltare intensă ca alte părți ale Mediteranei, ea păstrează încă un aspect aparte. Datorită insularității și a relative sub-dezvoltări, insula se bucură de un regim fiscal relaxat, încă din perioada Revoluției franceze.
| Date climatice pentru Ajaccio, partea central-vestică a ibsulei | Date climatice pentru Ajaccio, partea central-vestică a ibsulei | Date climatice pentru Ajaccio, partea central-vestică a ibsulei | Date climatice pentru Ajaccio, partea central-vestică a ibsulei | Date climatice pentru Ajaccio, partea central-vestică a ibsulei | Date climatice pentru Ajaccio, partea central-vestică a ibsulei | Date climatice pentru Ajaccio, partea central-vestică a ibsulei | Date climatice pentru Ajaccio, partea central-vestică a ibsulei | Date climatice pentru Ajaccio, partea central-vestică a ibsulei | Date climatice pentru Ajaccio, partea central-vestică a ibsulei | Date climatice pentru Ajaccio, partea central-vestică a ibsulei | Date climatice pentru Ajaccio, partea central-vestică a ibsulei | Date climatice pentru Ajaccio, partea central-vestică a ibsulei | Date climatice pentru Ajaccio, partea central-vestică a ibsulei |
| Luna                                                            | Ian                                                             | Feb                                                             | Mar                                                             | Apr                                                             | Mai                                                             | Iun                                                             | Iul                                                             | Aug                                                             | Sep                                                             | Oct                                                             | Nov                                                             | Dec                                                             | Anual                                                           |
| --------------------------------------------------------------- | --------------------------------------------------------------- | --------------------------------------------------------------- | --------------------------------------------------------------- | --------------------------------------------------------------- | --------------------------------------------------------------- | --------------------------------------------------------------- | --------------------------------------------------------------- | --------------------------------------------------------------- | --------------------------------------------------------------- | --------------------------------------------------------------- | --------------------------------------------------------------- | --------------------------------------------------------------- | --------------------------------------------------------------- |
| Maxima medie °C (°F)                                            | 13.3 (55,9)                                                     | 13.7 (56,7)                                                     |                                                                 | 17.4 (63,3)                                                     | 20.9 (69,6)                                                     | 24.5 (76,1)                                                     | 27.6 (81,7)                                                     | 27.7 (81,9)                                                     | 25.4 (77,7)                                                     | 22.0 (71,6)                                                     | 17.5 (63,5)                                                     | 14.4 (57,9)                                                     | 19,95 (67,91)                                                   |
| Media zilnică °C (°F)                                           | 8.6 (47,5)                                                      | 9.0 (48,2)                                                      | 10.1 (50,2)                                                     | 12.3 (54,1)                                                     | 15.7 (60,3)                                                     | 19.1 (66,4)                                                     | 21.9 (71,4)                                                     | 22.1 (71,8)                                                     | 19.9 (67,8)                                                     | 16.7 (62,1)                                                     | 12.6 (54,7)                                                     | 9.6 (49,3)                                                      | 14,80 (58,64)                                                   |
| Minima medie °C (°F)                                            | 3.9 (39)                                                        | 4.3 (39,7)                                                      | 5.3 (41,5)                                                      | 7.3 (45,1)                                                      | 10.6 (51,1)                                                     | 13.8 (56,8)                                                     | 16.2 (61,2)                                                     | 16.5 (61,7)                                                     | 14.4 (57,9)                                                     | 11.4 (52,5)                                                     | 7.7 (45,9)                                                      | 4.8 (40,6)                                                      | 9,68 (49,42)                                                    |
| Precipitații mm (inches)                                        | 73.8 (2.906)                                                    | 69.7 (2.744)                                                    | 58.1 (2.287)                                                    | 52.0 (2.047)                                                    | 40.2 (1.583)                                                    | 19.0 (0.748)                                                    | 11.0 (0.433)                                                    | 19.9 (0.783)                                                    | 43.6 (1.717)                                                    | 87.0 (3.425)                                                    | 95.9 (3.776)                                                    | 75.5 (2.972)                                                    | 645,7 (25,421)                                                  |
| Nr. de zile cu precipitații (≥ 1 mm)                            | 8.9                                                             | 8.7                                                             | 8.3                                                             | 7.2                                                             | 5.7                                                             | 2.8                                                             | 1.3                                                             | 2.4                                                             | 4.3                                                             | 7.3                                                             | 8.6                                                             | 9.1                                                             | 74,6                                                            |
| Ore însorite                                                    | 133.3                                                           | 145.0                                                           | 189.1                                                           | 225.0                                                           | 282.1                                                           | 321.0                                                           | 365.8                                                           | 331.7                                                           | 264.0                                                           | 210.8                                                           | 150.0                                                           | 127.1                                                           | 2.744,9                                                         |
| Sursă: Hong Kong Observatory                                    |                                                                 |                                                                 |                                                                 |                                                                 |                                                                 |                                                                 |                                                                 |                                                                 |                                                                 |                                                                 |                                                                 |                                                                 |                                                                 |

## Turism
Corsica își delectează vizitatorii cu peisaje frumoase și orășele pline de farmec. Una dintre cele mai pitorești așezări este Bonifacio, amplasată în vârful unor faleze de calcar.